# Тёрнидж, Марк-Энтони
Марк-Энтони Тёрнедж (англ. Mark-Anthony Turnage; род. 10 июня 1960, Коррингем, графство Эссекс) — британский композитор.

## Биография
Начал учиться музыке в шесть лет, сочинять её — в девять. В 1974 году поступил на юношеское отделение Королевского колледжа музыки, его педагогом был Оливер Кнуссен. В 1981 году получил свою первую премию за музыкальное сочинение («Ночные танцы»), на следующий год его исполнила Лондонская симфониетта. Позднее брал уроки у Хенце.
Жена — виолончелистка Габриэлла Суоллоу.

## Творчество
Активно вводит в симфоническую и оперную музыку джазовые элементы.

## Сочинения

### Опера
- Greek (1986—1988, по драме Софокла Эдип-царь в сценической обработке Стивена Беркоффа)
- Country of the Blind (1997)
- Двумя ударами в сердце/ Twice Through the Heart (1997, драматические сцены по либретто Джеки Кей)
- The Silver Tassie (1997—1999, по пьесе Шона О’Кейси)
- Anna Nicole (2008—2010, посвящена Анне Николь Смит)

### Балет
- From All Sides (2005—2006)

### Оркестровые
- Night Dances (1981)
- Three Screaming Popes (1988—1989, по картинам Фрэнсиса Бэкона)
- Some Days для меццо-сопрано и оркестра (1989)
- Momentum (1990—1991)
- Drowned Out (1992—1993)
- Your Rockaby для саксофона и оркестра (1992—1993)
- Dispelling the Fears для двух труб и оркестра (1994—1995)
- Scorched для джазового трио и оркестра (1996—2001)
- Still Sleeping (1997)
- Evening Songs (1998)
- Silent Cities (1998)
- About Time для ансамбля и камерного оркестра инструментов эпохи (1999—2000)
- Another Set To, концерт для тромбона и оркестра (1999—2000)
- A Quick Blast для духовых, медных и перкуссии (2000)
- Dark Crossing для камерного оркестра (2000)
- Etudes and Elegies (2000-2002)
- Four-Horned Fandango для духового квартета и оркестра (2000)
- On Open Ground, концерт для альта и оркестра (2000—2001)
- Uninterrupted Sorrow (2000—2001)
- Fractured Lines, двойной концерт для двух перкуссионистов и оркестра (2001)
- When I Woke для баритона и камерного оркестра (2001)
- A Quiet Life для струнного оркестра (2002)
- A Man Descending для тенор-саксофона и камерного оркестра (2003)
- Riffs and Refrains, концерт для кларнета и оркестра (2003)
- Scherzoid (2003-2004)
- A Soothing Interlude для тромбона и оркестра (2004)
- From the Wreckage, концерт для трубы и оркестра (2004)
- Yet Another Set To, концерт для тромбона и оркестра (2004)
- Ceres (2005)
- Hidden Love Song для саксофона и камерного оркестра (2005)
- Juno (2005)
- Lullaby for Hans для струнного оркестра (2005)
- Three Asteroids (2005)
- The Torino Scale (2005)
- A Prayer Out of Stillness, концерт для контрабаса и камерного оркестра (2007)
- Chicago Remains (2007)
- Five Views of a Mouth, концерт для флейты и оркестра (2007)
- Mambo, Blues and Tarantella, концерт для скрипки и оркестра (2007)

### Хоровые
- The Game Is Over (2001—2002), for S.A.T.B. choir & orchestra
- A Relic of Memory (2003), for S.A.T.B. choir & orchestra
- Calmo (2003), for a cappella S.A.T.B. choir & bells
- Two Fanfares and a Lament (2003), for S.A.T.B. choir & large ensemble
- Christmas Night (2006), for S.A.T.B. choir & piano
- Claremont Carol (2006), for upper-voice choir & piano (or organ)
- Misere Nobis (2006), for a cappella S.A.T.B. choir

### Камерные
- On All Fours (1985), for chamber ensemble
- Release (1987), for soprano saxophone, alto saxophone, bass clarinet, trumpet, trombone, percussion, piano & double bass
- Kai (1989—1990), for cello solo & ensemble
- Three Farewells (1989—1990), for flute, bass clarinet, harp & string quartet
- Set To (1992—1993), for brass dectet
- This Silence (1992—1993), for clarinet, bassoon, horn & string quintet
- Blood on the Floor (1993—1996), for jazz quartet & large ensemble
- Barrie’s Deviant Fantasy (1995), for string quartet & referee’s whistles
- Bass Invention (1999—2000), for double bass solo & ensemble
- Cantilena (2001), for oboe quintet
- Snapshots (2002), for large ensemble
- Crying Out Loud (2003), for large ensemble
- A Short Procession (2003), for piano trio
- Eulogy (2003), for viola solo & small ensemble
- No Let Up (2003), for ensemble
- A Fast Stomp (2004), for piano trio
- A Few Serenades (2004), for cello & piano
- A Slow Pavane (2004—2005), for piano trio
- Bleak Moments (2005), for horn & string quartet
- Fanfare (from all sides) (2006), for brass ensemble
- Returning (2006), for string sextet
- Tango (2007), for ensemble
- Out of Black Dust (2007-2008), for brass ensemble
- Four Chants (2008), for violin & piano
- Grazioso! (2009), for small ensemble
- Five Processionals (2009), for clarinet, violin, cello & piano

### Вокальные
- Lament for a Hanging Man (1983), for soprano & ensemble
- Some Days (1989), for mezzo-soprano & orchestra
- Greek Suite (1989), for mezzo-soprano, tenor soli & ensemble
- Twice Through the Heart (1994—1996), dramatic scena for mezzo-soprano & ensemble
- The Torn Fields (2000—2002), for baritone & large ensemble
- When I Woke (2001), for baritone & orchestra
- Two Baudelaire Songs (2003-04), for soprano & ensemble
- About Water (2006), for solo jazz singer, S.Mz.T.B. soli, solo instrumental septet & large ensemble
- A Constant Obsession (2007), for tenor & ensemble
- Bellamy (2008), for counter-tenor and singing harpist

### Для инструментов соло
- From The Wreckage для трубы (2004)
- An Aria (with Dancing) для трубы (2004)
- Ah, Quegli Occhi! для саксофона (2006)
- Air with Variations для гитары (2007)

## Признание
Лауреат премии Мендельсона (1983) и др.